# Ли Монт (Вирџинија)
Ли Монт (енгл. Lee Mont) насељено је место без административног статуса у америчкој савезној држави Вирџинија.

## Демографија
По попису из 2010. године број становника је 125.
| Група             | 2000.    | 2010.      |
| Белци             | 0 (0,0%) | 95 (76,0%) |
| Афроамериканци    | 0 (0,0%) | 11 (8,8%)  |
| Азијати           | 0 (0,0%) | 0 (0,0%)   |
| Хиспаноамериканци | 0 (0,0%) | 15 (12,0%) |
| Укупно            | 0        | 125        |